# Демяненко, Денис Анатольевич
Дени́с Анато́льевич Демя́ненко (укр. Денис Анатолійович Демяненко; род. 5 июля 2000, Киев) — украинский футболист, нападающий. Сын футболиста и тренера Анатолия Демьяненко.

## Биография

### Клубная карьера
Воспитанник киевской футбольной школы «Атлет». В 2018—2019 годах выступал на любительском уровне в Испании. В сентябре 2019 года перешёл в «Десну». Первоначально выступал за молодёжную команду черниговского клуба в чемпионате U-21, привлекался к сборам и товарищеским матчам основного состава. 16 июля 2020 года впервые включён в заявку на официальный матч чемпионата Украины. Дебютировал в Премьер-лиге 26 февраля 2021 года, выйдя на замену в игре против «Ингульца», которую «Десна» выиграла со счётом 3:0.